# هیوگو ریزنفلد
هیوگو ریزنفلد (آلمانی: Hugo Riesenfeld؛ ۲۶ ژانویهٔ ۱۸۷۹ – ۱۰ سپتامبر ۱۹۳۹) یک آهنگ‌ساز، و رهبر اهل اتریش بود. وی برنده جوایزی همچون جایزه اسکار شده‌است.

## گزیده فیلمشناسی
از آثار او می‌توان به زیر اشاره اشاره نمود:
- ۱۹۱۵: کارمن (فیلم رائول والش ۱۹۱۵) (به عنوان رهبر ارکستر) به کارگردانی رائول والش
- ۱۹۱۹: صحرا (فیلم ۱۹۱۹) به کارگردانی Arthur Rosson
- ۱۹۲۱: آبرو (فیلم ۱۹۲۱) به کارگردانی استوارت پاتون
- ۱۹۲۳: ده فرمان (فیلم ۱۹۲۳) به کارگردانی سیسیل بی. دمیل
- ۱۹۲۳: واگن سرپوشیده به کارگردانی جیمز کروز
- ۱۹۲۳: گوژپشت نتردام (فیلم ۱۹۲۳) به کارگردانی Wallace Worsley
- ۱۹۲۶: بو ژست (فیلم ۱۹۲۶) به کارگردانی هربرت برنون
- ۱۹۲۶: مصائب شیطان (فیلم) به کارگردانی دی. دبلیو. گریفیث
- ۱۹۲۷: چنگ (فیلم) به کارگردانی مریان کوپر و ارنست بی. شودزاک
- ۱۹۲۷: طلوع: آواز دو انسان به کارگردانی فریدریش ویلهلم مورنائو
- ۱۹۲۷: گربه و قناری (فیلم ۱۹۲۷) به کارگردانی پل لنی
- ۱۹۲۷: شاهنشاه (فیلم ۱۹۲۷) به کارگردانی سیسیل بی. دمیل
- ۱۹۲۷: کلبه عمو تام (فیلم ۱۹۲۷) به کارگردانی Harry A. Polard
- ۱۹۲۸: جنگ زن و مرد (فیلم ۱۹۲۸) به کارگردانی دی. دبلیو. گریفیث)
- ۱۹۲۸: بیداری (فیلم ۱۹۲۸) به کارگردانی ویکتور فلمینگ
- ۱۹۲۹: محکوم (فیلم ۱۹۲۹) به کارگردانی وسلی راگلز
- ۱۹۲۹: بولداگ درومند (فیلم ۱۹۲۹) به کارگردانی اف. ریچارد جونز
- ۱۹۲۹: نقاب آهنین به کارگردانی آلن دوان
- ۱۹۲۹: خروس (فیلم ۱۹۲۹) به کارگردانی سام تیلور (کارگردان)
- ۱۹۳۰: آبراهام لینکلن (فیلم ۱۹۳۰) به کارگردانی دی. دبلیو. گریفیث
- ۱۹۳۰: فرشته‌های جهنم (فیلم) (Höllenflieger) به کارگردانی هوارد هیوز
- ۱۹۳۱: تابو (فیلم ۱۹۳۱) به کارگردانی فریدریش ویلهلم مورنائو
- ۱۹۳۲: زامبی سفید (فیلم) به کارگردانی ویکتور هوگو هالپرین
- ۱۹۳۴: مردان کوچک (فیلم ۱۹۳۴) به کارگردانی فیل روزن
- ۱۹۳۸: انتقام تارزان (فیلم ۱۹۳۸) به کارگردانی دیوید راس لدرمن